# Eta Canis Majoris
Eta Canis Majoris (η Canis Majoris , viết tắt là  Eta CMa , η CMa), cũng được đặt tên là Aludra, là một sao trong chòm sao Đại Khuyển. Từ năm 1943, quang phổ của ngôi sao này được dùng như một trong những điểm nút ổn định cho các ngôi sao khác được phân loại.

## Danh mục
'Canis Majoris' '(Latinised thành' 'Eta Canis Majoris' ') là Bayer chỉ định của ngôi sao.
Tên truyền thống  Aludra  bắt nguồn từ tiếng Ả Rập:  العذراء   al-adhraa  'trinh nữ'. Ngôi sao này, cùng với Epsilon Canis Majoris (Adhara), Delta Canis Majoris (Wezen) và Omicron  2 Canis Majoris (Thanih al Adzari), là  Al ʽAdhārā  ( العذاري ), 'Virgins'. Năm 2016, Tổ chức Thiên văn Quốc tế đã tổ chức Nhóm làm việc trên Tên sao (WGSN) vào danh mục và chuẩn hóa tên riêng cho các ngôi sao. Bản tin đầu tiên của WGSN vào tháng 7 năm 2016 bao gồm một bảng của hai nhóm tên đầu tiên được WGSN phê duyệt; bao gồm  Aludra  cho ngôi sao này.
Trong Trung Quốc, 弧 矢 (Hú Shǐ), có nghĩa là  Cung và mũi tên , 弧 矢 (Hú Shǐ) được phương Tây hóa thành  Koo She . R.H. Allen có ý kiến rằng  Koo She  ám chỉ đến chủ nghĩa asterism bao gồm Delta Velorum và Omega Velorum. Ý kiến của AEEA là, Delta Velorum là thành viên của 天 社 (Tiān Shè), có nghĩa là    'a asterism và Omega Velorum không phải là thành viên của bất kỳ asterisms.天 社 (Tiān Shè) được phương Tây hóa thành  Tseen She  và R.H.Allen sử dụng thuật ngữ  Tseen She  cho tên tiếng Trung Eta Carinae.

## Thuộc tính
Aludra tỏa sáng rực rỡ trên bầu trời bất chấp khoảng cách lớn từ Đất do bản chất sáng hơn nhiều lần (độ lớn tuyệt đối) so với Mặt trời. Một màu xanh-trắng supergiant của loại phổ B5Ia, Aludra có độ sáng 176.000 lần và đường kính gấp khoảng 80 lần so với Mặt trời. Hohle và các đồng nghiệp, sử dụng thị sai, tuyệt chủng và phân tích phổ, đã đưa ra khối lượng 19,19 lần và độ sáng 105,442 lần so với mặt trời. Nó chỉ có khoảng một phần nhỏ thời gian mà Mặt trời có, nhưng đã ở trong giai đoạn cuối của cuộc đời. Nó vẫn đang mở rộng và có thể trở thành một siêu khổng lồ màu đỏ, hoặc có lẽ đã trải qua giai đoạn đó, nhưng trong cả hai trường hợp nó sẽ trở thành siêu tân tinh trong vài triệu năm tới.
Aludra được phân loại là loại Alpha Cygni biến sao và độ sáng của nó thay đổi từ độ lớn +2,38 đến +2,48 trong khoảng thời gian 4,7 ngày. 

## Tên gọi
Cả USS Aludra (AF-55) và USS Aludra (AK-72), Tàu chở dầu hạng Crater, là Hải quân Hoa Kỳ được đặt theo tên ngôi sao.